# 野上修市
野上修市（のがみ しゅういち、1936年-　）は、日本の法学者。専門は、憲法・教育法学。大分県別府市出身。

1960年3月 明治大学法学部卒業。1965年3月 同大学院法学研究科公法学専攻博士課程単位取得退学。1965年4月 明治大学法学部助手。1967年4月 同法学部専任講師。1973年4月 同法学部助教授。1978年4月 同法学部教授。1990年10月 明治大学法学部法律学科長に就任(1991年12月まで)。1996年2月 明治大学評議員(2000年2月まで)。2001年4月 明治大学図書館長に就任(2005年3月まで)。2004年4月 同法科大学院教授。2007年3月 明治大学定年退職。2007年4月 明治大学名誉教授。東京法経学院・辰巳法律研究所司法書士講座憲法担当講師(2009年3月まで)。

## 主要著書
- 『解説憲法』東京教学社　1981年初版/1993年新版
- 『解明教育法問題』東京教学社　1993年
- 『子どもの人権と現代教育法の諸問題』永井憲一ほか共編著　エイデル研究所　1997年
- 『私たちの生活と法』玉田弘毅ほか共編著　成文堂　2002年初版/2006年補訂版
- 『パーフェクト司法書士実践講座　１次　平成15年版』住宅新報社編(分担執筆)　住宅新報社　2002年
- 『解説憲法（司法書士シリーズ）』住宅新報社　2003年
- 『新解釈日本国憲法』東京教学社　2003年
- 『図説憲法（司法書士シリーズ）』住宅新報社　2007年解説憲法改題版
- 『解説日本国憲法』佐藤匡と共著　東京教学社　2015年